# Chichen Itza
Chichén Itzá  [čičén icá] (špansko: Chichén Itzá  [tʃiˈtʃen iˈtsa], Jukatanski Maji: Chi'ch'èen Ìitsha' pomeni »pri ustju vodnjaka rodu Itzá«) je bilo veliko mesto v predkolumbovski dobi, ki ga je zgradila civilizacija Majev. Arheološko najdišče se nahaja v občini Tinum, v zvezni državi Jukatan (orig. Yucatán) v Mehiki.
Stopničaste piramide, templji, stebrne arkade in druge kamnite strukture Chichén Itzája (tudi Chichén Itzé) so bili svet Majev, ki so imeli tukaj urbano središče svojega imperija od 750 do 1200 našega štetja.
Najbolj prepoznavna zgradba je Kukulcanov tempelj,znan tudi kot El Castillo. Ta veličastna stopničasta piramida prikazuje natančnost in pomembnost astronomije v življenju Majev in velik vpliv Toltekov, ki so se naselili okoli leta 1000 in združili dve kulturni tradiciji. Tempelj ima 365 stopnic po eno za vsak dan v letu. Vsak od štirih strani ima 91 stopnic in platforma na vrhu je 365-ta. Dvakrat na leto v obdobjih okoli spomladanskega in jesenskega enakonočja pade senca piramide v obliki kače na severno stopnišče. Ko sonce zahaja, se ta senca kače premika po stopnicah in se na koncu združi s kačjo glavo ob vznožju velikega stopnišča na robu piramide.

## Lokacija
Chichén Itzá se nahaja v vzhodnem delu države Jukatan v Mehiki. Severni del polotoka Jukatan nima površinskih rek, vse tečejo pod zemljo. V območju se nahajata dve veliki kotanji, naravna vodnjaka imenovana cenotes, ki imata obilo vode vse leto, zaradi česar je bila lokacija privlačna za naselitev. Od obeh vodnjakov je Cenote Sagrado (vodnjak žrtvovanja) bolj znan. Glede na španske vire, so predkolumbovski Maji žrtvovali predmete in ljudi in jih metali v ta vodnjak kot obliko čaščenja boga dežja, Chaaca. Edward Herbert Thompson, ki je izkopaval v Cenote Sagrado v letih 1904-1910, je našel številne artefakte iz zlata, žada, keramike in kadilo, kot tudi človeške ostanke. Študija posmrtnih ostankov je iz obsega ugotovila, da je šlo za žrtvovanje ljudi.
Chichén Itzá je bil gospodarska velesila v severnem delu nižavja. Preko polotoka so potekale trgovske poti iz pristaniškega mesta Isla CERRITOS na severni obali. Chichén Itzá je lahko pridobil proizvode iz oddaljenih območij, kot je obsidian iz osrednje Mehike in zlato iz južne Srednje Amerike.
Med letoma 900 in 1050 se je Chichén Itzá razširil in postal močan regionalni center, ki je nadzoroval severni in osrednji Jukatan.

## Arheološki park
Chichén Itzá je bil eno največjih majevskih mest in ima razmeroma veliko zgradb v središču mesta, ki pokriva območje vsaj 5 km². V manjšem obsegu se stanovanjske zgradbe razprostirajo na neznani razdalji izven tega območja. Mesto je bilo zgrajeno na razgibanem terenu, ki je bil umetno izravnan za potrebe izgradnje glavnih arhitekturnih skupin, največ gradbenih del je bilo potrebno na območjih piramide El Castillo, Las Monjas, Osario in JZ skupine zgradb. Kamnite zgradbe so ohranjene v različnih fazah, mnoge so bile obnovljene. Gosta mreža poti (sacbeob) je tlakovanih. Arheologi so našli več kot 80 sacbeob, ki prečkajo mesto in se raztezajo v vse smeri tudi iz mesta.
Zgradbe so zgrajene v več slogih, predvsem pa v Puuc in Chenes slogu običajnem za severni del polotoka Jukatan. Zgradbe oblikujejo več sklopov, vsak sklop je bil ločen s serijo nizkih zidov. Tri najbolj znane skupine so: Velika severna platforma s spomeniki El Castillo, Tempelj bojevnikov in Veliko igrišče, skupina Osario, ki vključuje piramido z istim imenom in tempelj Xtoloc ter centralna skupina z El Caracolom, Las Monjas in Akab Dzib.
Južno od Las Monjas, na območju, znanem kot Chichén Viejo (stari Chichén) in je dostopen samo arheologom, so nekateri drugi sklopi, kot so bolj zgodnje skupine, Skupina preklad in Skupina Stari grad.

### El Castillo
El Castillo (špansko grad), znan tudi kot Kukulcánov tempelj, je stopničasta piramida, ki dominira v središču arheološkega najdišča Chichén Itzá. Arheologi so jo poimenovali Struktura 5B18. Zgrajena je bila nekje med 9. in 12. stoletjem v čast boga Kukulcána (pri Majih Pernata kača, pri Aztekih Quetzalcóatl). Piramida je sestavljena iz niza kvadratnih teras s stopnicami. Skulpturi Pernate kače krasita vznožje severnega stopnišča. Okoli spomladanskega in jesenskega enakonočja pozno popoldne se na zahodni strani stopnišča prikaže vrsta trikotnih senc, ki ustvarjajo iluzijo pernate kače, ki se spušča s piramide, vendar ni dokazov, da je bil ta svetlobni efekt dosežen namerno. Vsako od štirih stopnišč ima 91 stopnic, katerih vsota, skupaj s platformo na vrhu, ustreza številu dni v letu. Struktura je visoka 24 m, gornji tempelj pa 6 m. Stranica kvadratnega tlorisa piramide meri 55,3 m.
Piramida je bila z dveh strani v celoti obnovljena med letoma 1920 in 1930. Po številnih napačnih začetkih, so odkrili stopnišče pod severno stranico piramide. S kopanjem od vrha so našli še en tempelj pokopan pod sedanjim. V komori znotraj templja je bil kip Chac Moola in prestol v obliki jaguarja, rdeče barve z vložki narejenimi z intarzijami iz žada. Mehiška vlada je izkopala predor od vznožja severnega stopnišča do stopnišča prvotne piramide k skritemu templju.

### Veliko igrišče
V Chichén Itzáju so arheologi odkrili trinajst igrišč za igranje mezoameriških iger z žogo, vendar je Veliko igrišče (Juego de pelota), ki leži SZ od piramide El Castillo, najbolj impresivno. To je največje in najbolje ohranjeno igrišče v vsej Mezoameriki. Meri 168 krat 70 metrov. Vzporedne ploščadi ob glavnem igralnem območju so dolge vsaka po 95 metrov. Stene teh ploščadi so 8 metrov visoke. V središču vsakega od teh zidov so obroči, izrezljani s prepletenimi pernatimi kačami. Ob vznožju visokih notranjih sten so klančine z reliefi, ki prikazujejo žrtvovanje igralcev z obglavljenjem. 
Na koncu igrišča je Severni tempelj, znan tudi kot tempelj Bradatega moža (Templo del Hombre Barbado) zaradi basreliefa na notranjih stenah. Vgrajen v vzhodni steni stoji Jaguarjev tempelj, pri čemer jaguar gleda na igrišče. V notranjosti je poškodovana velika freska, ki prikazuje bojne prizore. Pri vhodu v spodnji del templja je še en jaguarjev prestol, ki pa ima precej zbledele barve. V templju je mnogo reliefov.

### Tempelj bojevnikov
Tempelj bojevnikov (Templo de los Guerreros) sestavlja velika stopničasta piramida, ki jo obdajata vrsti izklesanih stebrov, ki upodabljajo bojevnike. Ta kompleks je podoben Templju B v tolteškem mestu Tula in kaže na neko obliko kulturnega stika med obema regijama. Na vrhu stopnišča na vrhu piramide in v smeri proti vhodu v tempelju piramide stoji Chac Mo'ol. Ta tempelj zapira ali grobnico. Arheološko raziskavo je opravila Carnegie Institution of Washington v letih 1925 - 1928. Ključni član te obnove je bil Earl H. Morris.

### Skupina tisoč stebrov
Vzdolž južne stene Templja bojevnikov stoji vrsta stebrov (Palacio de las Columnas Esculpidas), za katere se ne ve čemu so služili. Stebri so v treh ločenih delih: zahodna skupina, ki se razteza na sprednji strani Templja bojevnikov; severna skupina, ki poteka ob južni steni templja in vsebuje stebre z okraski vojakov v basreliefu in severozahodna skupina, ki je očitno oblikovala majhno svetišče na jugovzhodnem vogalu templje ter vsebuje okraske ljudi in bogov, kakor tudi živali in kače. Tukaj je tudi majhno čudo tehnike, kanal, ki preko nekakšnih cevi zbira deževnico in jo iz kompleksa odvaja okoli 40 metrov stran v nekdanji Cenotes (vodnjak).
Na jugu skupine tisoč stebrov je skupina treh manjših, med seboj povezanih stavb. Tempelj izrezljanih stebrov je majhen eleganten objekt, ki je sestavljen iz sprednje galerije z notranjim hodnikom, ki vodi do oltarja s Chac Moolom. Številne kolone stebrov imajo bogate reliefne upodobitve okoli 40 osebnosti. Tempelj majhnih tabel je neobnovljen. Thompsonov tempelj (po nekaterih virih palača Ahau Balam Kauil) je majhna stavba z dvema nivojema, ki v frizih prikazujejo jaguarje (v jeziku Majev Balam), kot tudi pismenke majevskega boga Kahuila.

### Skupina Osario
Osario je stopničasta piramida, ki je le nekoliko manjša od Castilla. Na vrhu je tempelj, ki ima na sredini odprtino, ki vodi do jame, ki je 12 m nižje. Edward H. Thompson je jamo izkopal v poznem 19. stoletju in v njej našel več okostnjakov in artefakte, kot so žadaste kroglice. Arheologi verjamejo, da struktura ni bila niti grob niti, da so v njej pokopani duhovniki, kot je to ocenil Thompson.
V bližini stoji tempelj Xtoloc, ki je bil nedavno obnovljen. Vsebuje vrsto pilastrov z izrezljanimi podobami ljudi, rastlin, ptic in mitoloških prizorov.
Med templjem Xtoloc in Osariom je več struktur: ploščad Venere, ploščad grobnice, in majhne neimenovane okrogle struktura. Poleg teh pa še dve majhni stavbi imenovani hiša Metates in hiša Mestizas. 

### Centralna skupina
Las Monjas je ena od najbolj opaznih struktur v Chichén Itzáju. To je kompleks stavb, zgrajenih v slogu Puuc. Špansko poimenovanje Las Monjas pomeni »nune« ali »samostan«, vendar je bila dejansko to vladna palača. Samo na vzhodu je majhen tempelj znan kot La Iglesia (cerkev), okrašen z maskami. Skupino Las Monjas odlikuje koncentracija hieroglifskih besedil, ki segajo do poznega klasičnega obdobja. Ta besedila pogosto omenja ime Kakupacal.
El Caracol (Polž) se nahaja severno od Las Monjas. To je okrogla stavba na veliki kvadratni platformi. Ime je dobila po kamnitih spiralnih stopnicah v notranjosti. Struktura s svojo nenavadno postavitvijo in okroglo obliko navaja na teorijo, da je bil to observatorij z vrati in okni, poravnanimi na astronomske dogodke, natančneje okrog poti Venere.
Akab Dzib se nahaja na vzhodu El Caracola. Ime pomeni »temno (skrivnostno) pisanje«. Prvotno ime stavbe, v skladu s prevodom pismenke v Casa Colorada, je Wa (k) wak Puh Ak Na (ravna hiša s prekomernim številom sob) in je bila dom upravitelja Chichén Itzája, Yahawal Cho'K'ak. INAH je končal obnovo stavbe v letu 2007. Je relativno kratka, 6 metrov visoka, 50 m dolga in 15 metrov široka. Daljša fasada ima sedem vhodov, vzhodna le štiri, razdeljene z velikim stopniščem, ki vodi na streho. Na južnem delu stavbe je en vhod. V majhni sobi, na nasprotni steni so vrata, nad katerimi na so prekladi zapleteno vklesane pismenke, ki so dale stavbi ime. Pod preklado v podboju je še ena izklesana plošča sedeče figure obdana z več pismenkami.

## Galerija slik
- El Caracol
- Tempelj bojevnikov
- Kamnit obroč na Velikem igrišču
- Ploščad Venere.
- Kukulcánova piramida
- Veliko igrišče iz El Castillo
- Detajl Templja bojevnikov s Chac Moolom
- Cenote Sagrado